# Chiesa di San Nicolò (Borgo d'Anaunia)
La chiesa di San Nicolò è la parrocchiale a Castelfondo, frazione di Borgo d'Anaunia, in Trentino. Fa parte della zona pastorale delle Valli del Noce e risale al XIV secolo.

## Storia

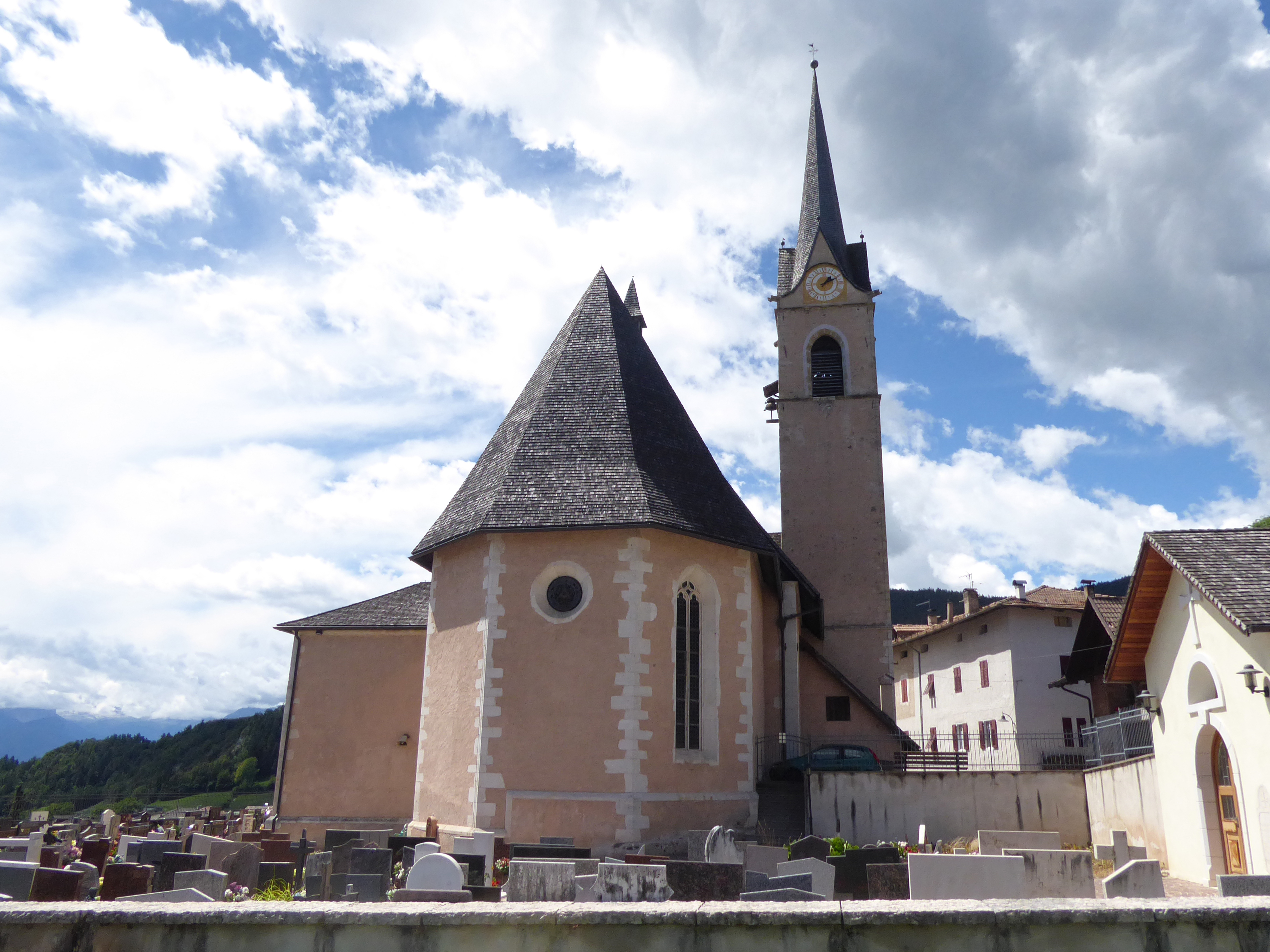
Vista da dietro

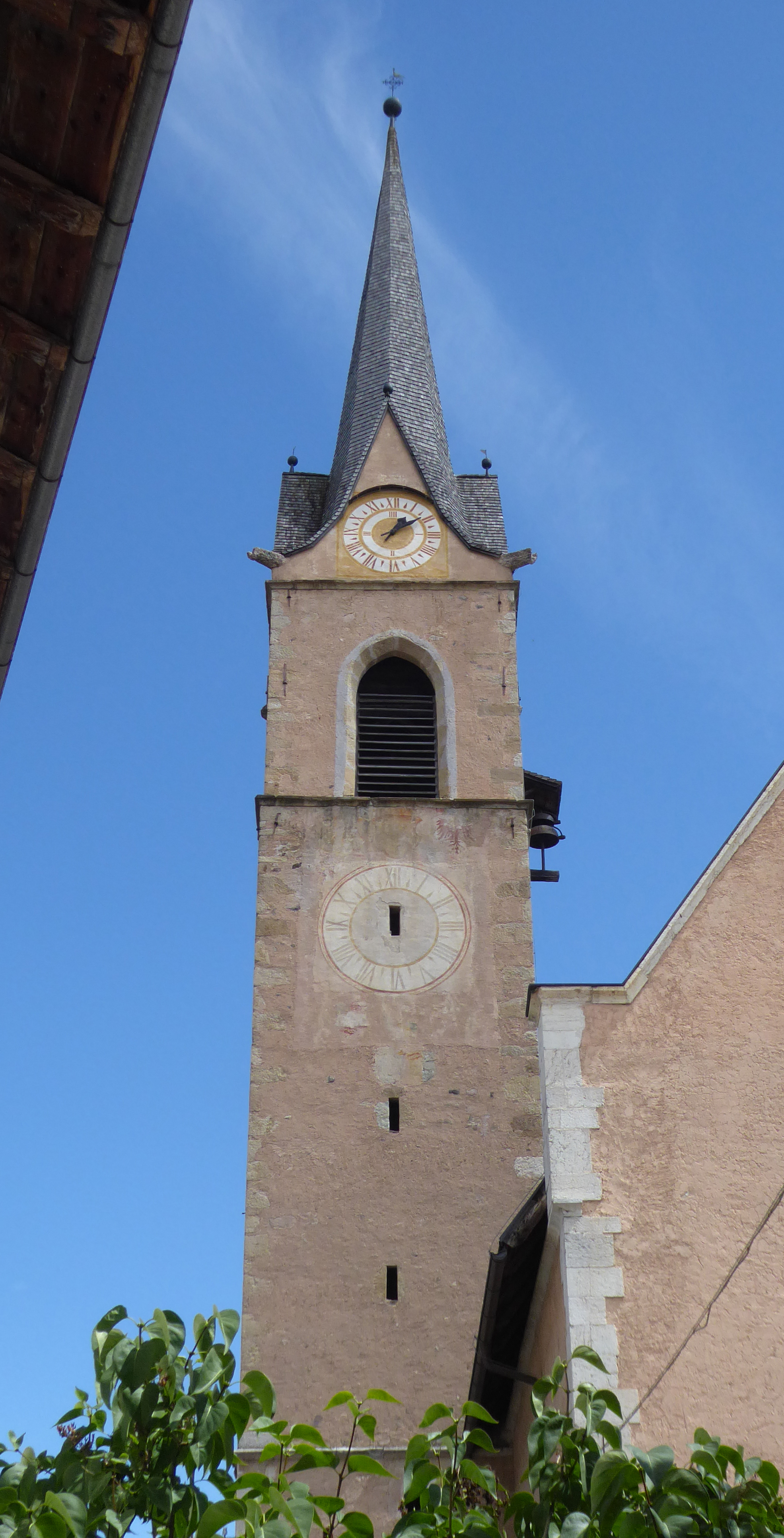
Campanile

La costruzione di una prima cappella con dedicazione a san Nicolò a Castelfondo è avvenuta probabilmente entro il XIV secolo. Il conte del Tirolo Federico IV d'Asburgo attestò, in un suo atto, che la primitiva cappella era stata oggetto di ampliamenti tra il 1420 ed il 1421 in seguito ai danni che l'antica pieve di Santa Maria aveva subito nel corso degli scontri con Enrico VI di Rottenburg per la supremazia nel Tirolo, che a quei tempi comprendeva anche il Trentino.
Circa venti anni dopo la chiesa venne nuovamente ampliata e consacrata, assumendo il ruolo di pieve di Melango (antico nome di Castelfondo).
Nel corso della prima metà del XVI secolo l'antico tempio fu ricostruito e già a partire dal 1526 venne arricchita di affreschi. Gli atti relativi a visite pastorali avvenute nel 1537 confermano che i lavori procedevano e che l'edificio era prossimo alla sua ultimazione, avvenuta, per le parti strutturali, nel 1553.
Nei primi anni del XVII secolo, su indicazione vescovile, vennero spostati un altare nella navata e il fonte battesimale, inoltre venne costruita la balaustra per delimitare la zona presbiteriale. Circa un secolo più tardi venne costruito un nuovo altare laterale con dedicazione a san Giovanni Nepomuceno e nel 1765 fu costruito il pulpito in legno stuccato per imitare un aspetto marmoreo. Nel 1767 fu demolito l'altare laterale costruito solo sessanta anni prima.
Nella seconda metà del XIX secolo l'edificio venne ampliato con la costruzione di due nuove campate nella sala e ciò rese necessaria anche la ricostruzione del prospetto principale rispettando lo stile gotico della precedente facciata.
All'inizio del XX secolo la chiesa venne danneggiata da un incendio e fu necessario intervenire per restaurare gli affreschi che erano stati in parte compromessi.
A partire dagli anni settanta iniziarono vari interventi conservativi che comportarono l'aggiornamento degli impianti, l'installazione di un apparato antifurto, il drenaggio per impedire la risalita dell'umidità lungo le strutture murarie, la pulizia delle parti in pietra e in marmo e la rimozione delle lapidi sulla facciata. Fu anche sostituita la copertura del tetto.

## Descrizione
La facciata, in stile neogotico, presenta un portale con arco a tutto sesto e al centro un grande rosone, sormontato da una trifora con la parte centrale più alta.
La torre campanaria è a lato dell'edificio, dove si trova anche il camposanto, ed è caratterizzata da una guglia ricoperta con scandole di legno.
La navata interna è unica e riccamente decorata ad affresco. Merita attenzione la Crocifissione, che risale al 1551, e l'affresco è completato dalla figura inginocchiata del conte Bernardino Thun. 
All'interno, nel presbiterio, è conservata una tela seicentesca che raffigura la Madonna dello scapolare e santi, ed è presente anche un raro tabernacolo cinquecentesco protetto da grate. 
L'altar maggiore barocco, in legno, ha una pala d'altare opera di Mattia Lampi che rappresenta San Nicolò.
L'organo, in controfacciata, è suddiviso in due corpi con al centro la luce del rosone e risale al 1960.